# خلاد بن عمرو بن الجموح
خلاد بن عمرو بن الجموح صحابي خلاد بن عمرو بن الجموح بن زيد بن حرام الأنصاري السلمي، وأمه هند بنت عمرو بن حرام بن ثعلبة بن حرام. شهد خلاد وأبوه عمرو بن الجموح وإخوته: معاذ بن عمرو بن الجموح، ومعوذ بن عمرو بن الجموح، بدرًا. وقتل خلاد يوم أحد شهيدًا۔  وكذلك قُتِلَ أبوه وأبو أيمن أخوه يوم أحد، وقيل: أن أبا أيمن مولى عمرو بن الجموح ليس بابنه، ولم يختلفوا أن خلادًا هذا شهد بدرًا وأحدًا.